# Alice Wairimu Nderitu
Alice Wairimu Nderitu (geboren vor 1980) ist eine kenianische Friedens- und Konfliktforscherin und Mediatorin. Sie ist seit 2020 UN-Sonderberaterin zur Verhütung von Völkermord.

## Herkunft und Ausbildung
Alice Nderitu wuchs in Njabini im zentralkenianischen Nyandarua County auf. Ihr Vater Vincent Nderitu arbeitete am Sasumua-Damm in Kinangop. Ihre Kindheit und Jugend war geprägt durch den gesellschaftlichen Umbruch nach dem Mau-Mau-Krieg, der Unabhängigkeit Kenias 1957 und die nachfolgende Afrikanisierung. Die Bekanntschaft der Familie mit Mukami Kimathi, der Witwe des von den Briten hingerichteten Mau-Mau-Führers Dedan Kimathi, wurde von Nderitu auch literarisch aufgearbeitet.
Sie absolvierte bis 1990 ein Bachelor-Studium in Kunst, Literatur und Philosophie an der University of Nairobi, wo sie 2013 auch einen Master in Friedens- und Konfliktstudien erwarb.

## Karriere
Nderitu war Mitglied des Netzwerks African Women in Conflict Prevention and Mediation der Afrikanischen Union (Fem-Wise) und des Women Waging Peace Network, sie war Gründerin der Community Voices for Peace and Pluralism und Kolumnistin beim East African Newspaper.
Sie wurde in die kenianische Kommission für Zusammenhalt und Integration berufen. Sie war Mitgründerin und erste Mitvorsitzende der Uwiano Platform for Peace, einer Agentur für Konfliktprävention, die mobile Technologie Bürgern in die Hand gibt, die frühzeitig Hinweise auf Gewalt geben sollen, damit frühzeitig darauf reagiert werden kann.
Nderitu war von 2010 bis 2021 eine von drei Mediatoren für eine Friedensvereinbarung, die von zehn ethnischen Gruppen im kenianischen Nakuru unterzeichnet wurde. 16 Monate lang war sie in diesem Prozess unter 100 Stammesältesten und drei Mediatoren die einzige Frau. Sie war auch leitende Mediatorin in einem Befriedungsprozess, in den 29 ethnische Gemeinschaften im nigerianischen Bundesstaat Kaduna einbezogen waren und der zur Unterzeichnung der Kafanchan Peace Declaration führte. Entsprechend erfolgreich leitete sie auch ein Verfahren für 56 ethnische Gemeinschaften in Zentralnigeria (Southern Plateau).
Sie war Mitglied des kenianischen Komitees für die Prävention und die Verfolgung von Genozid, Kriegsverbrechen, Verbrechen gegen die Menschlichkeit und alle Formen von Diskriminierung. Als führende Expertin in einem männerdominierten Bereich war Nderitu Anwältin für die Inklusion von Frauen in den verschiedensten internationalen Foren und publizierte auch zu diesem Thema.

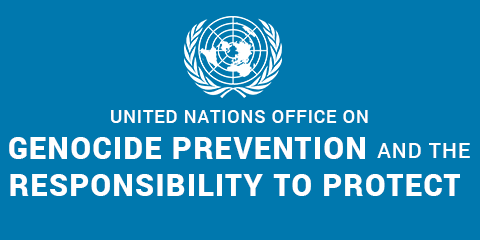
UN-Büro für Genozidprävention und Schutzverantwortung

2015 wurde Nderitu von Kenias Staatspräsident Uhuru Kenyatta in eine Kommission berufen, die den Konflikt um die Auflösung der Regierung des südkenianischen Makueni County untersuchen sollte. Der 2022 abgelöste Uhuru war allerdings mit dem Abschlussbericht der von ihm eingesetzten Kommission nicht einverstanden.
Alice Nderitu wirkt auch als Dozentin für Genozid-Prävention an der Boston University.
Im Jahr 2020 wurde sie von UN-Generalsekretär António Guterres als Nachfolgerin von Adama Dieng zur UN-Sonderberaterin zur Verhütung von Genozid ernannt. Ihre Amtszeit endete 2024. Medien spekulierten, dass ihre Amtszeit nicht außerordentlich verlängert wurde, weil sie es abgelehnt habe, die israelischen Militäroperationen in Gaza als Genozid zu bezeichnen.

## Positionen
“Violence and conflict do not mean the same thing because conflict involves choices that include interventions before it becomes violent. We must now join hands to work towards the kind of interventions that promote community ownership of peace.”

„Gewalt und Konflikt bedeuten nicht das Gleiche, denn ein Konflikt beinhaltet Wahlmöglichkeiten einschließlich Interventionen, bevor es zu Gewalttätigkeiten kommt. Wir müssen uns zusammenschließen, um diejenigen Interventionen voranzutreiben, die gemeinsame Friedensanstrengungen fördern.“

“I saw a comment on a plaque at the genocide memorial in Rwanda that I quote everywhere, to as many people as I can. It said something to the effect that people think of genocides in huge numbers: 1 million in Rwanda, 6 million in the Holocaust, etc. However, in reality, all of those people are not killed in one day. They are killed gradually: two people here, five there, fifteen here, thirty there, and so on and so on. Then, one day, everyone realizes that a million people are dead and we have genocide on our hands. To stop the genocide of a million people, we must stop the deaths of a few that we often take for granted.”

„Ich las einen Text auf einer Gedenktafel am Genozid-Denkmal in Ruanda, von dem ich überall so vielen Menschen wie möglich erzähle. Er berichtet, wohin es führt, wenn Menschen über Völkermord in großen Zahlen denken: 1 Mio in Ruanda, 6 Mio im Holocaust etc. In Wirklichkeit wurden diese Menschen nicht an einem Tag getötet. Sie wurden nach und nach getötet: zwei Menschen hier, fünf dort, 15 hier, 30 dort und so weiter und so weiter. Dann stellt irgendwann jemand fest, dass eine Mio Menschen tot sind und wir es mit einem Völkermord zu tun haben. Um den Genozid an einer Mio Menschen aufzuhalten, müssen wir die Tötung auch von wenigen verhindern, die wir zu oft als hinnehmbar ansehen.“

## Würdigungen
- 2011 Transitional Justice Fellow beim Institute for Justice and Reconciliation (IJR) im südafrikanischen Kapstadt[23]
- 2012 Auszeichnung als Woman Peace Maker Of the Year durch das Joan B. Kroc Institute for Peace and Justice der University of San Diego[24]
- 2014 Raphael-Lemkin-Dozentur am Auschwitz Institute for Peace and Reconciliation (AIPG)[25][26][27]
- 2015 Aspen Leadership scholarship
- 2017 Global Pluralism Award des Global Centre for Pluralism, gestiftet von Karim Aga Khan IV. und der kanadische Regierung[28]
- 2018 Jack P. Blaney Award vom Morris J. Wosk Centre for Dialogue der Simon Fraser University im kanadischen Burnaby[29]
- 2019 Diversity and Inclusion Peace and Cohesion Champion Award des Daima Trust, Kenia
- 2022 Ehrendoktorwürde für Literatur Keene State College.

## Veröffentlichungen
- »Mukami Kimathi – Mau Mau Woman Freedom Fighter«, Mdahalo Bridging Divides, Kenia, 2019, ISBN 978-9966-1903-2-1
- mit Anass Bendrif, Sahira al Karaguly, Mohammadi Laghzaoui, Esmah Lahlah, Maeve Moynihan,  Joelle Rizk und Maytham Al Zubaidi: »An introduction to human rights in the Middle East and North Africa- a guide for NGOs«, Networklearning.org, Amsterdam, 2009
- mit Jacqueline O’Neill: »7 myths standing in the way of women’s inclusion« Inclusive Security, 2013[30]
- »From the Nakuru County peace accord (2010–2012)«, Centre for   Humanitarian Dialogue, 2014[31]
- »African Peace Building: Civil Society Roles in Conflict« in Minding the Gap: African Conflict Management in a Time of Change, Pamela Aall und Chester A. Crocker (Hrsg.), CIGI, 2016, ISBN 978-1-928096-21-4
- »Catherine Ndereba: The Authorised Biography of a Marathon World Record holder«, Mdahalo Bridging Divides Limited, 2016[32]
- »Beyond Ethnicism: Exploring Ethnic and Racial Diversity for Educators«, Mdahalo Bridging Divides Limited, 2018, ISBN 978-9966-1903-0-7
- »Kenya: Bridging Ethnic Divides, A Commissioner’s Experience on Cohesion and Integration«, Mdahalo Bridging Divides Limited, 2018, ISBN 978-9966-1903-1-4
- mit Swanee Hunt: »WPS as a political movement« in The Oxford Handbook of Women, Peace, and Security, Sara E. Davies & Jacqui True (Hrsg.), Oxford University Press, New York. ISBN 978-0-19-762770-9